# Edward Golding (MP)
Edward Golding (1746-1818), de Maiden Erlegh, Berkshire, foi um membro do Parlamento do Reino Unido.
Ele representou Fowey de 19 de junho de 1799 até 1802, Plympton Erle entre 1802 e 1806 e Downton entre 27 de abril de 1813 e 1818.